# Кристиана София Шарлотта Бранденбург-Кульмбахская
Кристиана София Шарлотта Бранденбург-Кульмбахская (нем. Christiane Sophie Charlotte von Brandenburg-Kulmbach; 15 октября 1733, Нойштадт-ан-дер-Айш, Баварский округ — 8 октября 1757, Зайдингштадтский охотничий дворец, Тюрингия) — немецкая принцесса из кульмбах-байрейтской ветви младшей линии франконских Гогенцоллернов, в замужестве герцогиня Саксен-Гильдбурггаузенская.

## Биография
Кристиана София Шарлотта — единственный выживший ребёнок маркграфа Фридриха Кристиана и его супруги Виктории Шарлотты Ангальт-Бернбург-Шаумбург-Хоймской, дочери князя Виктора I Амадея Адольфа Ангальт-Бернбург-Шаумбург-Хоймского.
Принцесса воспитывалась в Копенгагене при дворе своей тётки, королевы Дании Софии Магдалены Бранденбург-Кульмбахской вместе с дочерью последней Луизой Датской. Датская королева поспособствовала также браку Кристианы и её бывшего зятя Эрнста Фридриха III Карла Саксен-Гильдбурггаузенского, свадьба состоялась 20 января 1757 года во дворце Кристиансборг.
Кристиану Софию Шарлотту описывают как благочестивую женщину, которая ничем не уступала своей предшественнице в пристрастии к придворному этикету и роскоши. Герцогиня наслаждалась роскошью, любила празднества и испытывала особую страсть к охоте. Кристиана София Шарлотта умерла спустя четыре дня после родов принцессы Фридерики Софии Марии Каролины, которая прожила после этого ещё девять дней.